# نیروگاه هسته‌ای دوارد
نیروگاه هسته‌ای دوارد (به هلندی: Kerncentrale Dodewaard) یک نیروگاه هسته‌ای در هلند است که در نیدر-بیتووه واقع شده‌است.